# Brilgeelgerande waterroofkever
De brilgeelgerande waterroofkever of brilgeelgerande waterkever (Dytiscus circumcinctus) is een keversoort uit de familie waterroofkevers (Dytiscidae). De wetenschappelijke naam van de soort is voor het eerst geldig gepubliceerd in 1811 door Ahrens.